# جميل الحراشف توبينيري
جميل الحراشف توبينيري أو يوفولوس توبينيري (الاسم العلمي Eupholus tupinierii) هو نوع من الخنافس من فصيلة السوسية الحقيقية.

## الوصف
```
يمكن أن يصل طولها إلى حوالي 22-24 ملم وعرضها إلى حوالي 8-9 ملم. وهو قريب من 
يوفولوس شونهيري
. هذا النوع هو عادة ما يكون ذات لون 
أزرق
 مشرق وأخضر، مع ثلاثة نطاقات سوداء عرضية كبيرة على الجناحين الغمديين. ويكسوها اللون الأزرق 
والأخضر
 على شكل جداول صغيرة جدًا.
```

## التوزيع
يوجد هذا النوع في الغابات المطيرة المنخفضة في بابوا غينيا الجديدة.